# Chaetodipus spinatus
Chaetodipus spinatus — вид гризунів родини Heteromyidae ряду Rodentia. Він зустрічається в Нижній Каліфорнії в Мексиці та в Аризоні, Каліфорнії та Неваді.

## Морфологічна характеристика
Chaetodipus spinatus характеризується довгими гнучкими волосками та шипами на спині. Ці шипи відрізняють C. spinatus від кишенькових мишей інших родів. Вуха малі та круглі. Хвости довгі, становлять 126% довжини голови й тулуба. Колір їхньої шерсті різний на островах, але зазвичай коричневий на верхівках тіла та коричневий на боках. Chaetodipus spinatus важить близько 13–18 г. Довжина їх тіла коливається від 164 до 225 мм.

## Поширення і середовище проживання
Chaetodipus spinatus зустрічаються в Південній Неваді і на островах Каліфорнійської затоки на висоті до 900 м. Вони також поширюються від південно-східної Каліфорнії на південь біля мису півострова Нижня Каліфорнія (Мексика), де вони є рідними. Через широке розповсюдження та відсутність у сільськогосподарських районах популяції майже не загрожує зникнення.

## Екологія, дієта
Веде нічний спосіб життя. Ця характеристика дозволяє жити в суворих кам'янистих пустельних ландшафтах, знаходячи притулок у спекотні дні. Дієта змінюється залежно від середовища існування і, ймовірно, складається з насіння та зеленої рослинності під час дощів. Оскільки води в середовищі існування мало, вид, імовірно, отримує більшу частину води з їжі.